# Astrid Roemer
Pour les articles homonymes, voir Roemer.
Astrid Heligonda Roemer (prononcé en néerlandais : [ˈɑstrɪt ɦeːliˈɣɔndaː ˈrumər] ; née le 24 avril 1947) est une écrivaine et un enseignante du Suriname résidant aux Pays-Bas. L'autrice de langue néerlandaise a publié des romans, des pièces de théâtre et des poèmes. En décembre 2015, il est annoncé qu'elle est la récipiendaire du Prix PC Hooft, considéré comme le prix littéraire le plus important aux Pays-Bas et en Belgique, décerné en mai 2016,.

## Biographie
Roemer est née à Paramaribo, capitale du Suriname, et fréquente l'université Kweekschool. Sa famille compte des enseignants, des physiciens et des fonctionnaires d'État. Elle est publiée pour la première fois alors qu'elle est âgée de douze ans. En 1966, elle se rend aux Pays-Bas et fait la navette entre le Suriname et les Pays-Bas (elle réside quelque temps à La Haye) jusqu'aux années 1970. En 1970, elle publie son premier recueil de poésie, Sasa mijn actuel zijn. Son premier roman, Neem mij terug Suriname (Emmène-moi au Suriname, 1974) connaît un grand succès dans son pays natal et réécrit pour devenir Nergens ergens ( Nulle part quelque part, 1983). Elle s'installe définitivement aux Pays-Bas en 1975, après avoir été licenciée de son poste d'enseignante pour avoir refusé de célébrer Sinterklaas (en), un mythe où figure un personnage à face noire nommé Zwarte Piet.
À partir des années 1970, elle devient une écrivaine prolifique, publiant des romans, des pièces de théâtre et des poèmes. Sa percée aux Pays-Bas est liée au roman fragmentaire Over de gekte van een vrouw (nl) ("Sur la folie d'une femme"), une œuvre sur l'identité et l'oppression des femmes, qui l'établie en tant qu'écrivaine féministe et fait d'elle un modèle pour les lesbiennes. Elle passe quelque temps au conseil municipal de La Haye en tant que membre de GroenLinks en 1989, mais le quitte rapidement après une dispute avec les membres de son parti. Entre 1996 et 1998, elle publie une trilogie qui figure désormais parmi ses œuvres les plus connues : Gewaagd leven (1996), Lijken op liefde (1997) et Was getekend (1998). Les romans sont publiés ensemble sous le titre Roemers drieling ("Les triplés de Roemer", 2001). La traduction allemande de Lijken op liefde reçoit le prix LiBeratur.
De 2006 à 2009, Roemer repart au Suriname. Dans ses dernières années, elle publie peu. Son autobiographie, Zolang ik leef ben ik niet dood ("Tant que je vis, je ne suis pas morte"), sort en 2004, et un recueil de poèmes d'amour intitulé Afnemend ("En diminution") est publié à 125 exemplaires en 2012. Roemer disparaît de la vie publique et parcourt le monde pendant 15 ans avec « chat, ordinateur portable et sac à dos ». Sa première apparition publique depuis longtemps est prévue pour la première De wereld heeft gezicht verloren, un documentaire biographique réalisé en 2015 par Cindy Kerseborn ; Kerseborn l'a cherché sur l'île de Skye mais l'a finalement trouvée dans un monastère belge. Roemer ne se présente pas à la première, mais envoie un SMS invitant les gens à s'aimer les uns les autres.
Roemer remporte le prix Prix PC Hooft en 2016 contre le candidat favori Arnon Grunberg devenant ainsi la première autrice caribéenne à remporter ce prix. Selon le jury, les romans de Roemer sont une fiction littéraire de l’histoire du Suriname, une histoire qui n’est pas très connue aux Pays-Bas en dehors des thèmes de l’esclavage et des meurtres de décembre 1982, mais qui sont « inextricablement liés à l’histoire de notre pays... et ainsi, par le biais de l'œuvre unique de Roemer, à notre littérature ». Le jury ajoute que « l'engagement politique et l'expérience littéraire vont de pair avec Roemer ».
Le 30 juin 2016, elle fait un discours lors du 153e anniversaire de l'abolition de l'esclavage par les Néerlandais au Suriname et dans les Antilles néerlandaises au Oosterpark d'Amsterdam aux côtés du maire de la ville Eberhard van der Laan et de la Ministre de l'Éducation et de la Culture, Jet Bussemaker.
En 2019, elle publie Gebroken wit, considéré comme son ouvrage le plus personnel. Elle y raconte la vie de trois générations de femmes au Suriname. Son texte est comparé, par certains critiques, à ceux de Virginia Woolf de par la profondeur de ses personnages.
Elle remporte le Prix des lettres néerlandaises 2021, mais sans cérémonie officielle, à la suite de sa défense de l’homme politique Desi Bouterse.